# Colias sareptensis
Colias sareptensis là một loài bướm thuộc họ Pieridae. Loài này được tách ra từ loài Colias hyale vào năm 1945. Sâu bướm Colias sareptensis có màu xanh lá cây với các gai đen trên.

## Cácphân loài
- C. s. sareptensis
- C. s. vihorlatensis Reissinger, 1989[1] – Carpathians
- C. s. remota Reissinger, 1989 – S. Europe, Caucaus
- C. s. fontainei Reissinger, 1989 – Armenia, Talysh, Kopet-Dagh
- C. s. saissanica Reissinger, 1989 – S. E. Kazakhstan

## Hình ảnh

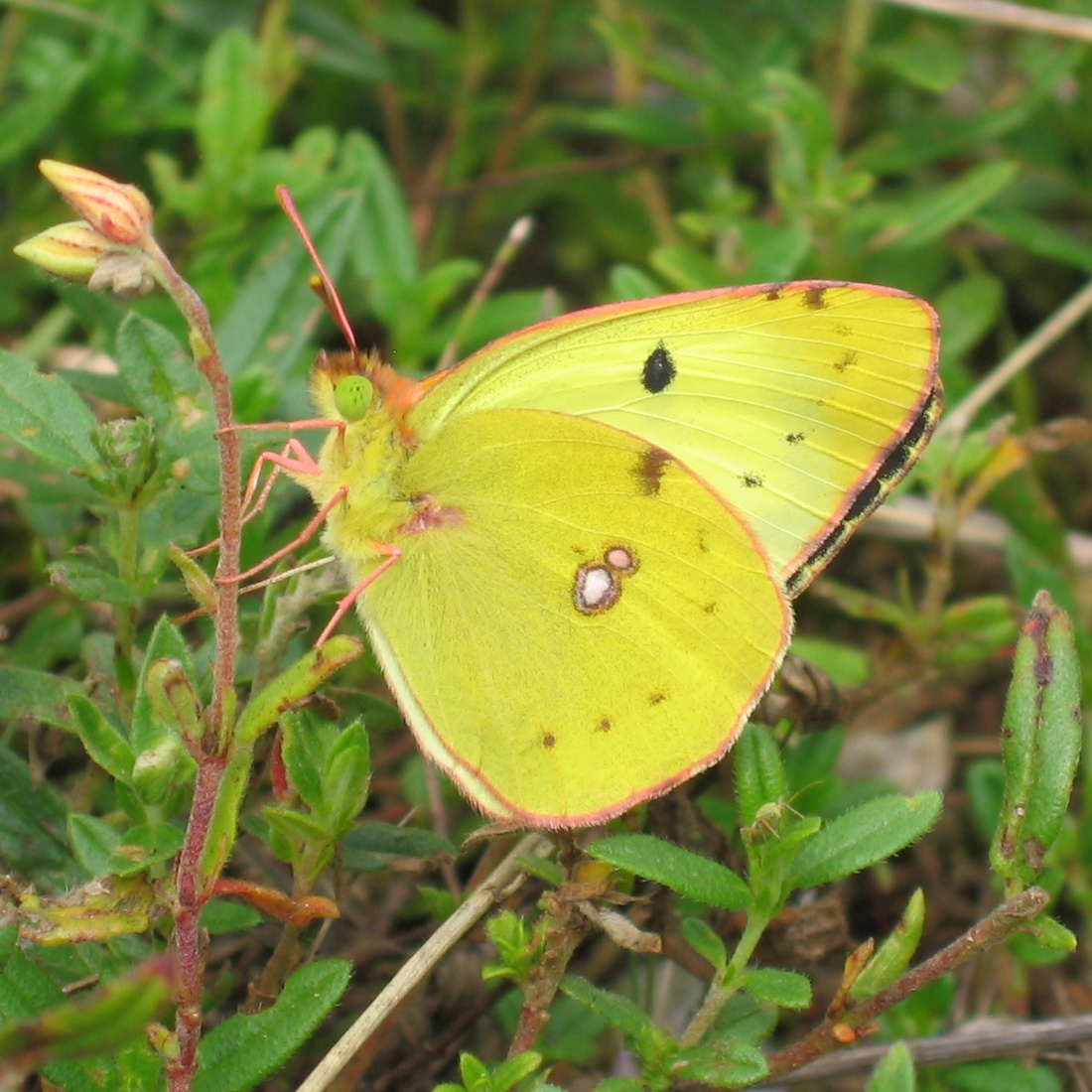
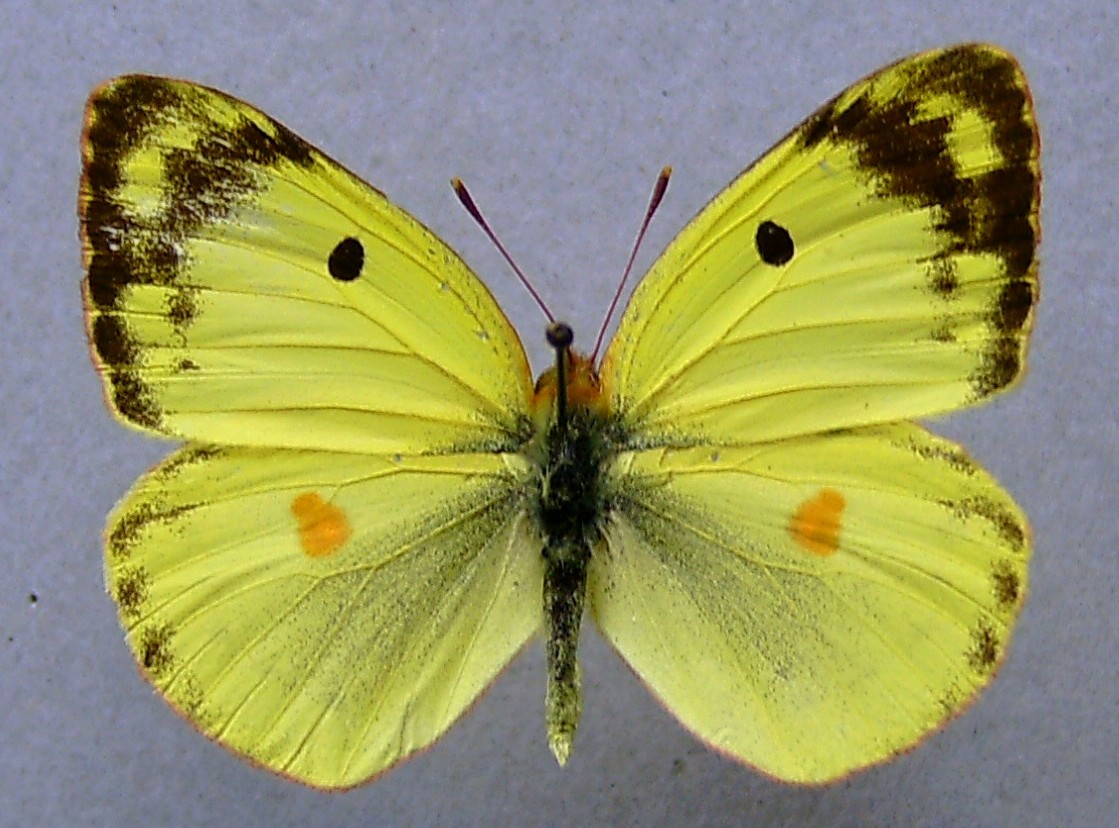
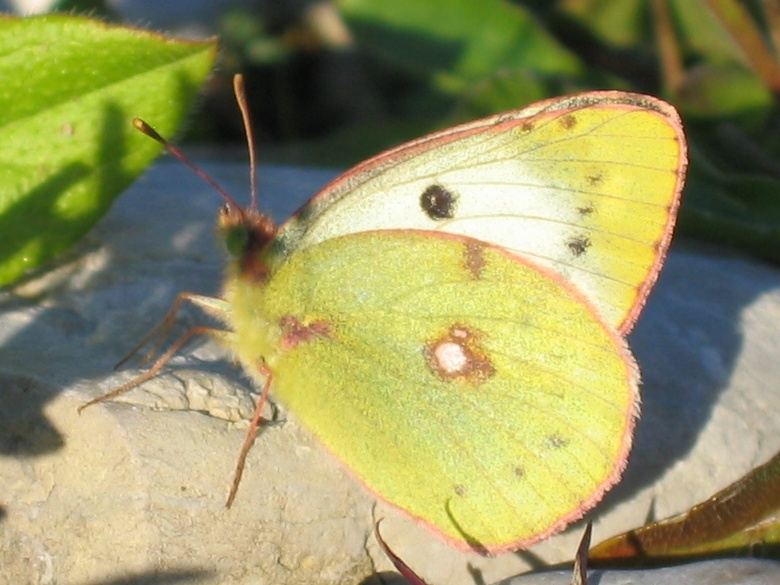
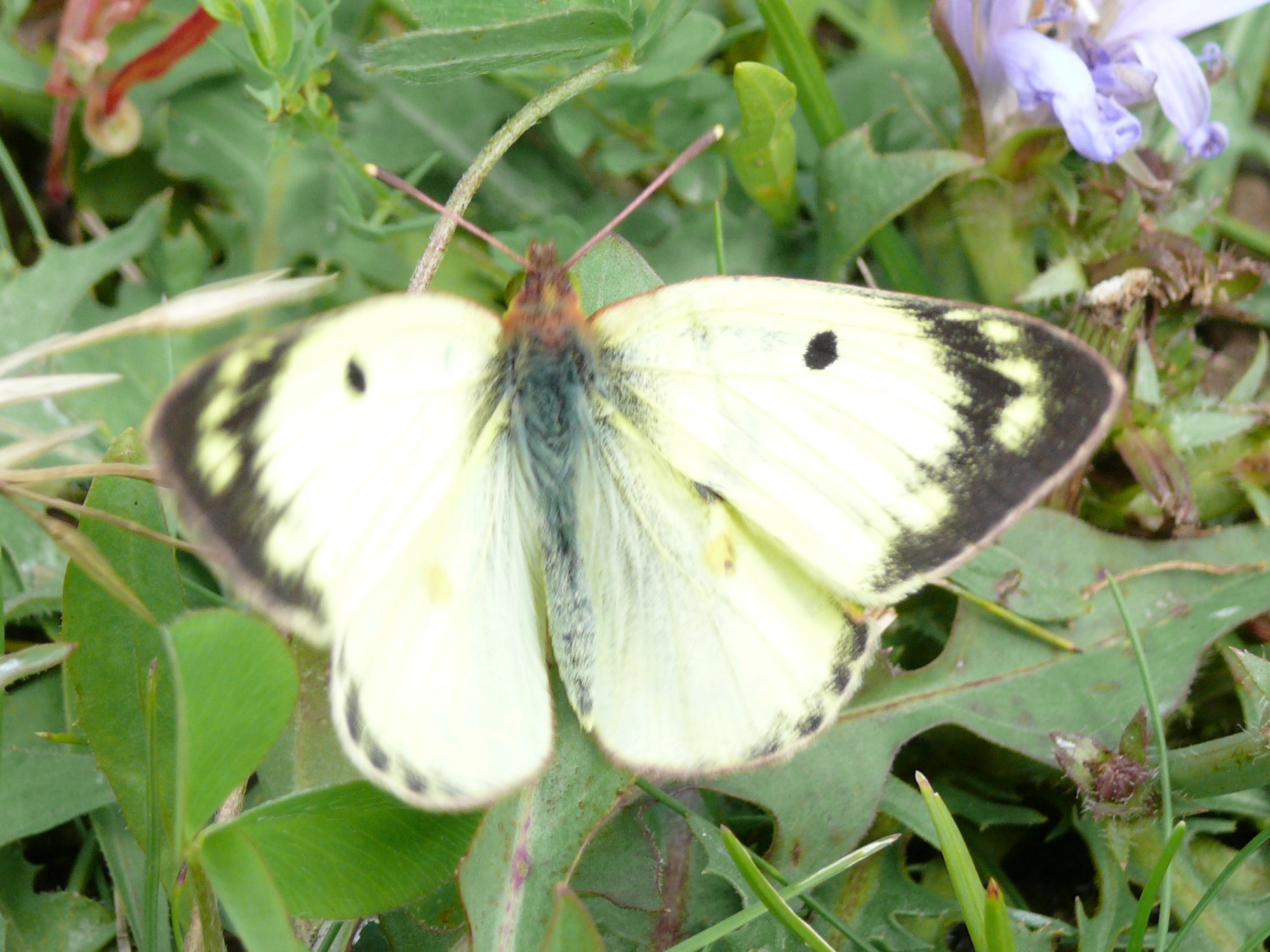
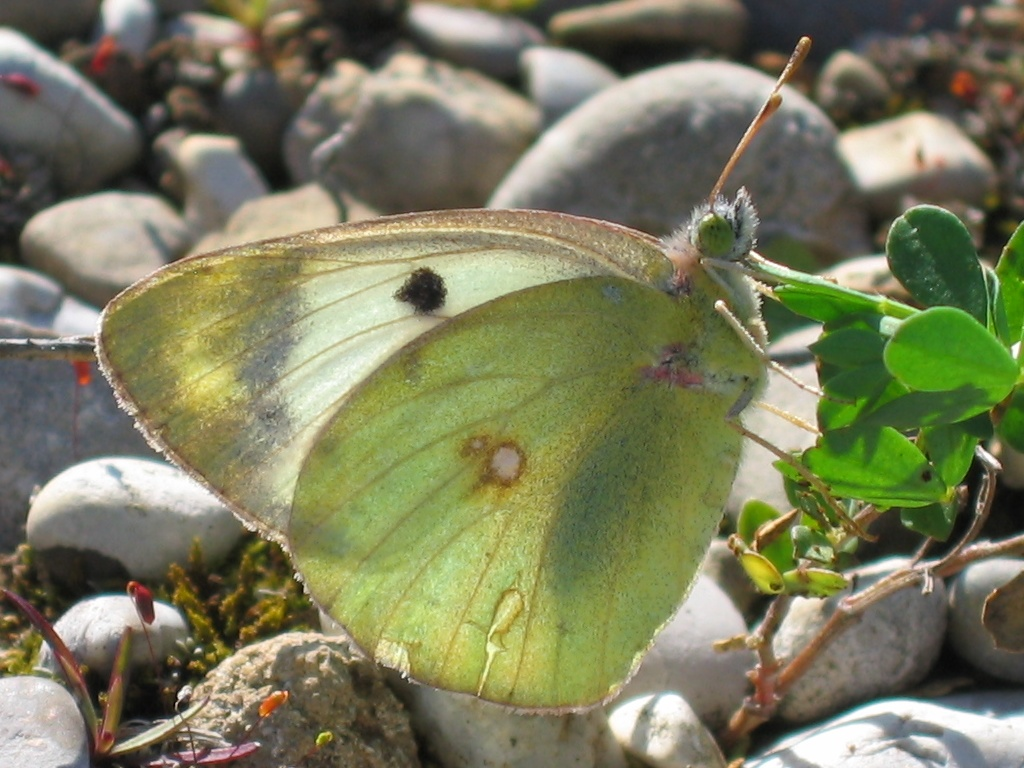